# Лесные пожары в Алтайском крае (2010)
Сильные лесные пожары произошли в Алтайском крае в период с 8 по 10 сентября 2010 года. Их причиной стало неблагоприятное сочетание погодных факторов: длительное отсутствие осадков, аномально высокая температура воздуха, ураганный ветер. Пожарами было практически полностью уничтожено село Николаевка Михайловского района, нанесён существенный ущерб лесному фонду. Близкие, хотя и меньшие по масштабам природные пожары (без ущерба жилому фонду) отмечались в Алтайском крае в 1966 и 1997 годах. Аналогичный ущерб жилому фонду края нанесен пожарами впервые после Барнаульского пожара 1917 года. По сравнению с пожарами 2010 года в других регионах лесные пожары в Алтайском крае уникальны целым рядом особенностей: поздние сроки начала - 8 сентября, когда в других регионах пожары уже прекратились, быстрое и очень интенсивное развитие, трансграничный характер, экстремальное сочетание метеорологических факторов (аномальная жара и ураганный ветер), а также высокая готовность противопожарных сил и эффективное действие предпринятых в прошлые годы мер защиты, которые позволили быстро локализовать и ликвидировать пожары, несмотря на их небывалую интенсивность и крайне неблагоприятные погодные условия. По данным Рослесхоза лесной пожар в Михайловском районе по своей интенсивности и скорости распространения значительно превосходил все произошедшие ранее лесные пожары в современной России.

## Пожарная обстановка в Алтайском крае в 2010 году до 8 сентября

### Апрель — июль
Первая половина 2010 года в Алтайском крае была относительно спокойной. Зима 2009—2010 годов была аномально холодной и достаточно снежной. Весна — затяжной. Разрушение снегового покрова началось лишь во второй половине апреля. По данным управления лесами Алтайского края пожароопасный сезон в 2010 году начался 20 апреля. 21 апреля в Каменском районе был ликвидирован первый пожар.. Это несколько позже обычных сроков. Однако на северных и восточных территориях края пожароопасный период в лесах края наступил ещё позже (только в начале мая). Всплеск пожаров в лесах отмечался в период с 27 апреля по 11 мая. Во второй половине мая в край пришли осадки и сильное похолодание, что ещё больше снизило пожарную опасность.
Июнь в Алтайском крае характеризовался несколько повышенной температурой и дефицитом осадков на юге и юго-западе. Это привело к повышению пожарной опасности до 4-го 5-го классов в отдельных районах края. Однако серьёзных возгораний в указанный период не возникало. Июль 2010 года оказался холодным и дождливым. Пожарная опасность на большей части территории края не поднималась выше 2-го класса. Лишь на юго-западе, где избытка осадков не было, сохранялся 3—4 класс опасности.

### Август
В августе пожарная обстановка резко осложнилась. В южном теплом секторе мощного малоподвижного циклона, располагавшегося над севером Западной Сибири (который в июле и обеспечивал холодную погоду на юге Западной Сибири) произошел мощный перенос жаркого воздуха из страдающей от аномальной жары Европейской территории России, на восток. В результате этого на юге Западной Сибири и в Казахстане возник комплекс опасных метеорологических явлений: высокая температура воздуха и дефицит осадков. В сочетании с естественным для этого времени года высыханием травы, указанные факторы обусловили повышение пожарной опасности до 4-го — 5-го классов. О том, что в Алтайский край приходит «долгосрочное и сухое тепло», синоптики предупредили региональные власти еще в начале августа, а с 20 августа на территории края был введен особый противопожарный режим, ограничен доступ населения в лесные массивы. С середины августа в различных районах края стали регистрироваться очаги лесных и степных пожаров, которые ликвидировались силами лесничеств и предприятий-арендаторов лесов. К концу месяца через территорию края прошли несколько атмосферных фронтов, однако существенных осадков они не принесли.

### Сентябрь
Начало сентября характеризовалось аномально высоким температурным фоном. Холодный циклон, находящийся над Севером Западной Сибири, вновь обусловил вынос перегретого воздуха из Средней Азии в Казахстан и на Юг Западной Сибири. В период с 27 августа по 8 сентября дневные температуры в крае превышали 25 градусов Цельсия, а на юге края — 30 градусов Цельсия. Вынос горячего воздуха сопровождался сильными суховеями, вызвавшими быстрое высыхание лесной подстилки и растительности. В период с 6-го по 8 сентября дневные температуры в крае поднялись до отметки 35 градусов Цельсия, а 8 сентября усилился до 20—30 м/с юго-западный ветер. Это вызвало формирование в большом количестве очагов новых и быстрое распространение действующих лесных пожаров.

## Ситуация в Алтайском крае в период с 8 сентября по 13 сентября
Всего в наиболее сложный период с 8 по 13 сентября в крае произошло 62 лесных пожара, большая часть из которых была незамедлительно ликвидирована. Однако в Михайловском, Каменском, Петропавловском и Зональном районах пожары достигли угрожающих масштабов и действовали несколько суток.

### Михайловский район
В 15 часов 27 минут 8 сентября с территории Казахстана на территорию Михайловского района перешел сильный верховой лесной пожар, скорость которого составляла в среднем 11 км/ч, на отдельных участках с большим скоплением старых хвойных деревьев достигала 100 км/ч. К очагу пожара немедленно выдвинулись силы местных предприятий лесной отрасли и МЧС. Однако ураганный ветер не позволил остановить пожар.
В 18 часов огонь распространился на населенный пункт Николаевка, охватив более 50 домов и на населенный пункт Бастан, охватив 6 домов. Возникла угроза населенным пунктам Неводное и Иркутский. Население было немедленно эвакуировано. В течение ночи в Николаевке сгорело 306 домов. Бастан удалось отстоять. В край была переброшена авиация МЧС и стянуты противопожарные подразделения из соседних регионов.
Утром 9 сентября ветер сменил направление. Распространение огня замедлилось. Был сделан запрос руководству Казахстана о возможности применения сил МЧС России на его территории. Авиация МЧС начала тушить очаги пожаров в приграничном районе Казахстана. К середине дня 10 сентября угроза населенным пунктам Михайловского района была ликвидирована. Огнём уничтожено 17 тысяч гектаров леса.
Губернатором края А. Б. Карлиным было подписано постановление о введении в 15 районах края режима чрезвычайной ситуации.
11 сентября ситуация в районе нормализовалась и был начат вывод федеральных противопожарных сил.

### Каменский район
В Корниловском лесхозе Каменского района 8 сентября также возник верховой пожар, представляющий угрозу населенным пунктам. Пожар ликвидирован силами местных предприятий, краевого управления лесами и МЧС.

### Петропавловский район
В районе населенного пункта Солдатово возник сильный низовой пожар, распространявшийся в направлении сел Акутиха (Быстроистокский район) и Соколово (Зональный район). В течение суток 9 сентября пожарные подразделения Боровлянского лесничества, села Акутиха и добровольцы в условиях сильного ветра сдерживали переход низового пожара в верховой.
Население сел Солдатово и Акутиха было проинформировано о правилах поведения в случае пожара, о путях возможной эвакуации и о пунктах временного размещения. Сильное задымление от пожара ощущалось в городе Бийск (с 03:00 по 15:00 9 сентября), Быстроистокском, Смоленском и Зональном районах. При этом в районе села Акутиха видимость временами снижалась до 300 метров.
Примерно к 13:00 9 сентября, когда сменилось направление ветра и фронт огня двинулся к берегу реки Обь, распространение пожара по флангам удалось замедлить. Были проложены минерализованные полосы, расчищены завалы, через которые мог распространиться огонь. 10 сентября, после снижения скорости ветра пожар бы локализован, а 12 сентября, после выпадения небольших осадков, — полностью ликвидирован (дотушен).

### Зональный район
В начале сентября в районе населенного пункта Мирный действовал вялотекущий пожар на полигоне твердых бытовых отходов. В ночь с 8-го на 9-е сентября возникла угроза его распространения на лесной массив и населенный пункт. В течение суток 9-го сентября были проведены силами местной администрации и предприятий защитные противопожарные меры (создание минерализованных полос), не позволившие огню охватить лесной массив, а 10-го сентября пожар на свалке ликвидирован.

## Ситуация в период со второй половины сентября до середины ноября
В период с 12 по 13 сентября в крае снизилась скорость ветра и прошли небольшие осадки. Эти факторы позволили погасить действующие пожары. Во второй половине сентября дефицит осадков сохранился, что способствовало сохранению высокой пожароопасности. Однако температура воздуха снизилась до климатической нормы, а по ночам начали образовываться обильные росы, что существенно снизило вероятность катастрофического распространения огня. Тем не менее новые очаги лесных и степных пожаров в крае продолжали регистрироваться практически каждый день.
1 и 2 октября температура воздуха вновь поднялась до аномальных для этого времени года значений: 22—24 градуса Цельсия по северным и восточным районам края и до 27—29 градусов Цельсия — по южным. Повышение температуры вновь было вызвано выносом раскаленного воздуха из Средней Азии и сопровождалось сильным ветром. Поэтому в указанный период ситуация с пожарами в лесах края вновь осложнилась, однако крупных очагов не возникло.
3 октября на территорию края пришли осадки, а температура вернулась к климатической норме октября, что снизило пожарную опасность до 2—3 классов, а по северу и востоку — до 1 класса. Особый противопожарный режим на территории края был отменен.
В конце октября в крае вновь установилась засушливая погода, а температура воздуха в дневное время достигала +15 градусов, что существенно превышает климатическую норму. В результате в крае вновь возникли очаги лесных и степных пожаров, что не характерно для указанного времени года (обычно в это время пожароопасный сезон уже завершается). Тем не менее, эти очаги носили локальный характер и угрозы их катастрофического распространения не было. В период с 28 октября по 3 ноября очаги лесных пожаров регистрировались в Первомайском, Косихинском, Быстроистокском районах. Распространение сельхозпалов на лесополосы имело место в Зональном (2 ноября), Советском (3 ноября), Петропавловском (2 ноября) районах.
15 ноября в крае вновь установилась аномально высокая температура (до +17 градусов в отдельных районах, климатическая норма для этого времени года — −2 градуса) и был сильный ветер. В результате в ряде районов края (Смоленском, Быстроистокском, и, возможно, других) вновь возникли лесные пожары.
В период с 16 по 18 ноября в крае были сильные осадки (дождь, переходящий в снег), а 19 ноября установился снежный покров (на значительной части территории края) и зимний режим температуры (на всей территории края). Последний очаг лесного пожара сезоне 2010 года был ликвидирован в Боровлянском лесничестве 17 ноября.
По состоянию на 18 ноября в крае не осталось действующих очагов природных пожаров — пожароопасный сезон 2010 года в лесах края завершился. Таким образом, по данным управления лесами пожароопасный сезон 2010 года стал самым продолжительным (210 дней) и самым напряженным за предшествующие 100 лет. Тем не менее, в последующем, пожароопасный сезон 2012 года оказался более продолжительным — 212 дней.

## Последствия

### Социальные последствия
В пострадавших от пожаров населенных пунктах без крова остались более 1000 человек. За счет средств федерального и краевого бюджетов в н/п Николаевка и Бастан построены новые дома для семей, чье жилье было уничтожено огнём. Восстановление сел было завершено в 2011 году. Ряд семей приняли решение получить компенсацию и переехать на постоянное место жительства в другие районы края и за его пределы. В течение 2010-2011 годов в пострадавших селах построены новые дома, а к 2014 году - обновлена инфраструктура.

### Экономические последствия
Предварительная оценка ущерба, нанесённого экономике края, составляет 17 миллиардов рублей.

### Экологические последствия
По предварительным оценкам потребуется 5-6 лет на то, чтобы засадить пострадавшую территорию саженцами сосны. Еще 30-50 лет потребуется на рост молодых деревьев. Уничтожение лесных массивов в засушливом и ветреном Михайловском районе, а также в соседнем Казахстане по оценкам экологов существенно усилит ветровую эрозию земель Михайловского, Волчихинского и Ключевского районов и может поставить под угрозу сельское хозяйство. Уже в 2011 году в пострадавших зонах начался интенсивный ветровой перенос песка, образование дюн. Серьёзно пострадали леса в Каменском, Петропавловском, Троицком и Солонешенском районах. Во многих районах края также пострадали защитные лесополосы.

## Устранение последствий

### Восстановление жилых домов в н/п Николаевка и Бастан
После пожара 8-9 сентября в н/п Николаевка Михайловского района за счет средств федерального и краевого бюджетов было организовано строительство 217 домов. Один дом был построен в н/п Бастан. Кроме того, в Николаевке был выполнен капитальный ремонт школы, построен новый водопровод, новая котельная. Реконструирован радиотелевизионный ретрансляционный центр, проведена оптико-волоконная линия связи.

### Восстановление лесов
В течение зимы 2010—2011 годов силами Ключевского лесничества с помощью тяжелой техники были полностью расчищены сгоревшие участки леса. Весной 2011 года были высажены первые саженцы сосны. Весной 2012 по причине аномальной засухи (практически полное отсутствие снега зимой и дождей в весенне-летний период) лесовосстановительные работы были невозможны. Лесовосстановление было продолжено весной 2013 года. Благоприятные погодные условия 2013 года способствовали укоренению и росту саженцев. Весной 2014 года по причине малых запасов влаги в почве высадка саженцев сосны была выполнена не в полном объеме и эти посадки были перенесены на 2015 год. Полностью завершить высадку саженцев удалось лишь весной 2018 года. По оценкам специалистов на полное восстановление сгоревших лесов может уйти порядка 40 лет.

## Полученный опыт и меры по предупреждению лесных крупных пожаров в будущем
Лесные пожары в Алтайском крае 2010 года позволили существенно обогатить знания в области лесной пирологии, проверить на практике эффективность применяемых ранее мер и выработать меры по предотвращению крупных лесных пожаров в будущем.
В частности было установлено, что ряд рекомендованных ранее мер оказался малоэффективным и даже вредным. Так ширина безлесной минерализованной полосы на границе с Казахстаном оказалась явно недостаточной и после пожаров была увеличена. Кроме того, опыт 2010 года показал, что прямолинейные просеки сыграли роль «аэродинамических труб», что способствовало катастрофическому распространению огня ветром, который в тот день дул практически вдоль просек. Поэтому было принято решение впредь выполнять просеки ступенчатыми. А вот противопожарные заслоны из малогорючих деревьев и кустарников перед населенными пунктами, наоборот, показали свою высокую эффективность. Именно благодаря им удалось спасти села Бастан и Неводное.
Были усилены пожарно-химические станции. Особое внимание уделялось созданию подразделений быстрого реагирования, которые на мотоциклах или квадроциклах должны оперативно прибывать в место возгорания и ликвидировать его на начальной фазе. Кроме того, было уделено внимание очистки лесов от порубочных остатков и валежника. Эти меры оказались эффективными. Аномальная жара и засуха 2012 года с апреля по сентябрь держала на территории края высшие классы пожарной опасности, в лесах произошло 1118 возгораний (абсолютный рекорд для Алтайского края). Однако почти все они были ликвидированы в начальной фазе. Лишь два пожара действовали более суток. По словам начальника отдела защиты и охраны лесов А. Зверева, благополучное прохождение сложнейшего лесопожарного сезона 2012 года стало результатом мер, принятых после пожара 2010 года.

## Пожары в Алтайском крае в прошлые и последующие годы
Столь сложной ситуации с пожарами, как в 2010 году, ни ранее, ни после на территории края не возникало. 
Значительные, но меньшие по масштабам пожары имели место в 1917, 1933, 1966, 1997 и 2022 годах.
В 1997 году с территории Казахстана на территорию Угловского района Алтайского края пришел верховой лесной пожар. В результате был уничтожен значительный по площади лесной массив и были человеческие жертвы среди лиц, участвовавших в тушении этого пожара. Ущерба населенным пунктам этот пожар не нанес.
В 2012 году, когда край подвергся небывалой ранее продолжительной жаре и засухе, было зафиксировано 1118 возгораний в лесах, однако все они были оперативно ликвидированы.
Сложная ситуация с лесными пожарами сложилась в апреле-начале мая 2014 года, когда природные пожары распространялись на садово-огороднические товарищества в районе Новоалтайска.  В последующие годы в результате усиления противопожарных мер сколько-нибудь значимых лесных пожаров в Алтайском крае не было. Даже в период аномальной жары и засухи апреля-мая 2022 года, когда особый противопожарный режим действовал 40 дней, а в большинстве районов края осадков не было совсем лишь два пожара из почти двухсот не удалось ликвидировать в начальной фазе. Это пожар в Кислухинском заказнике и в районе села Завьялово в Касмалинском ленточном бору. Затруднения с их ликвидацией были связаны с сильно заболоченной местностью. В 2023 году тоже была очень сложная ситуация с пожарами в Егорьевском и Михайловском районах и площадь этих пожаров превысила показатели 2010 года, но населенные пункты и объекты экономики не пострадали.